# Palaina dohrni
Palaina dohrni је пуж из реда Architaenioglossa и фамилије Diplommatinidae. 

## Угроженост
Подаци о распрострањености ове врсте су недовољни.

## Распрострањење
Палау је једино познато природно станиште врсте.

## Станиште
Врста Palaina dohrni има станиште на копну.